# Troides tithonus
Espèce
Statut CITES
Troides tithonus ou Ornithoptère de Tithon est une espèce de lépidoptères (papillons) de la famille des Papilionidae.

## Systématique
L'espèce Troides tithonus a été initialement décrite par de Willem de Haan en 1840 sous le protonyme d’'Ornithophera tithonus.

## Liste des sous-espèces
- Troides tithonus tithonus
- Troides tithonus cytherea (Kobayashi & Koiwaya, 1980)
- Troides tithonus makikoae Morita, 1998
- Troides tithonus makikoae Morita, 1998
- Troides tithonus misoolana Deslisle, 1985
- Troides tithonus misresiana (Joicey & Noakes, 1916)
- Troides tithonus waigeuensis Rothschild, 1897[1],[2].

## Nom vernaculaire
Troides  tithonus se nomme Tithonus Birdwing en anglais.

## Description
Troides tithonus est un grand papillon d'une envergure variant de 140 mm à 200 mm, dont la tête et le thorax sont noirs, l'abdomen jaunâtre, qui présente un fort dimorphisme sexuel.
Les mâles ont les ailes antérieures sur le dessus vert jaune bordées de noir et divisées par une large ligne noire en S de la base à l'apex côté bord externe et sur le revers vert et jaune bordées et largement veinées de noir avec une ligne de chevrons noirs. Les ailes postérieures sont sur le dessus jaune et vertes à large bande noire au bord interne et trois points noirs, et au revers est semblable sans la bande noire.
Les femelles, plus grandes que les mâles ont les ailes antérieures de couleur marron à noir ornées de taches blanches et d'une ligne submarginale de chevrons blanc, et les ailes postérieures à partie basale marron, et large partie distale blanche et bande submarginale jaune marquée d'une ligne de points marron. Le revers est semblable.

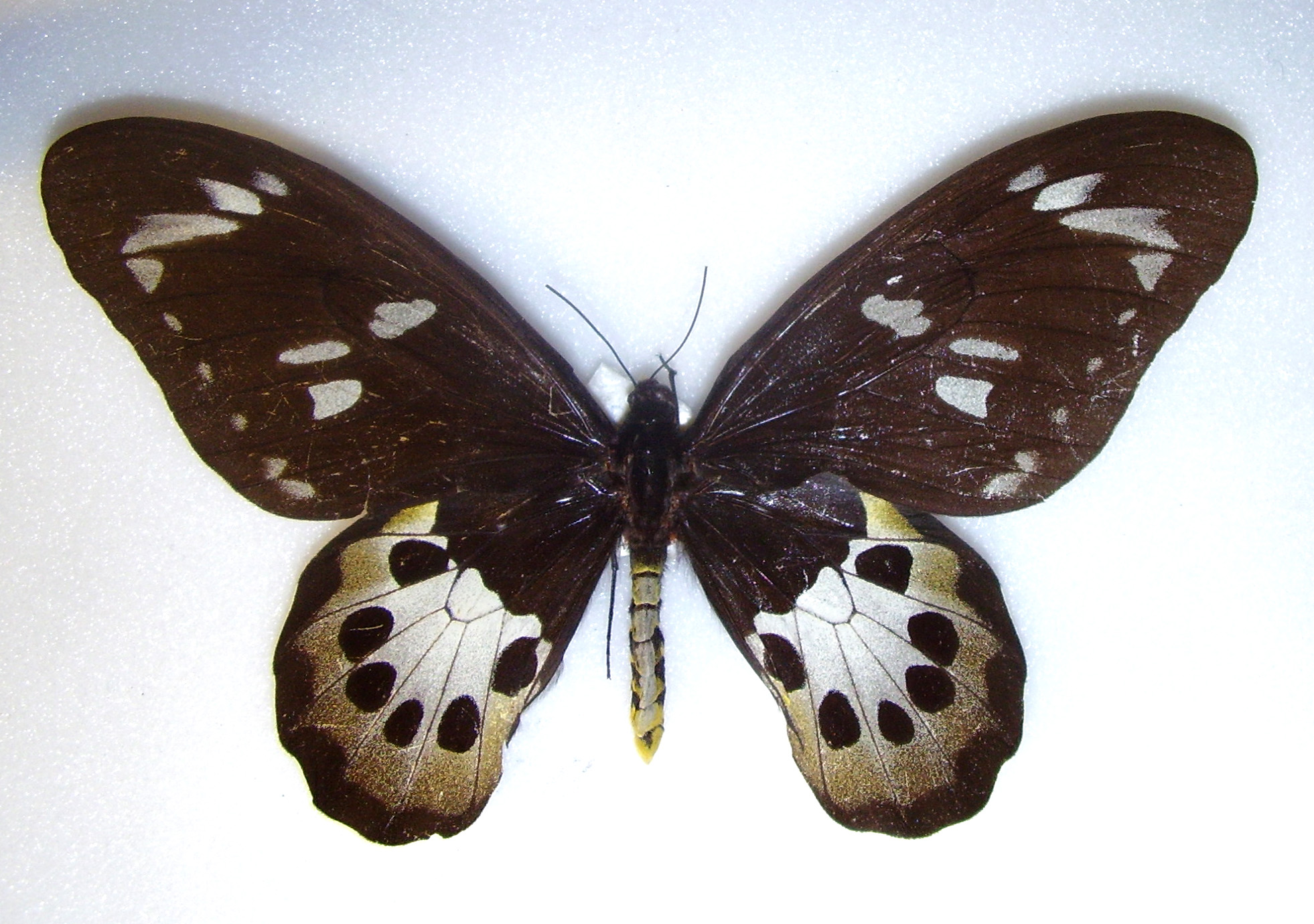
Troides tithonus femelle

## Écologie et distribution
Troides tithonus est présent en Nouvelle-Guinée.

### Biotope
Troides tithonus réside dans la forêt primaire humide des montagnes de Nouvelle-Guinée et a été trouvé jusqu'à 1 250 m,.

### Protection
Troides  tithonus est protégé.